# Panicum cervicatum
Panicum cervicatum är en gräsart som beskrevs av Mary Agnes Chase. Panicum cervicatum ingår i släktet vipphirser, och familjen gräs. Inga underarter finns listade i Catalogue of Life.